# 동궁삼사
동궁삼사(东宫三师) 또는 태자삼사(太子三師)는 동궁에 속한 태자태사(太子太師), 태자태부(太子太傅), 태자태보(太子太保) 3관직의 총칭으로, 황태자를 지도하는 정1품의 관직이다. 
동궁삼사직의 보좌관으로서 동궁삼소(東宮三少)가 존재하였으며 이들 역시 삼사와 마찬가지로 태자소사(太子少師), 태자소부(太子少傅), 태자소보(太子少保)의 3관직으로 구성되었다.
후대에 갈수록 동궁삼사 및 삼소는 점차 명예직이 되어 단순한 고위 허직이 되었으며, 이윽고 태자를 지도할 의무 역시 사라졌다.
고려에서도 동궁삼사가 설치되어 왕태자를 가르쳤다.